# Ninot

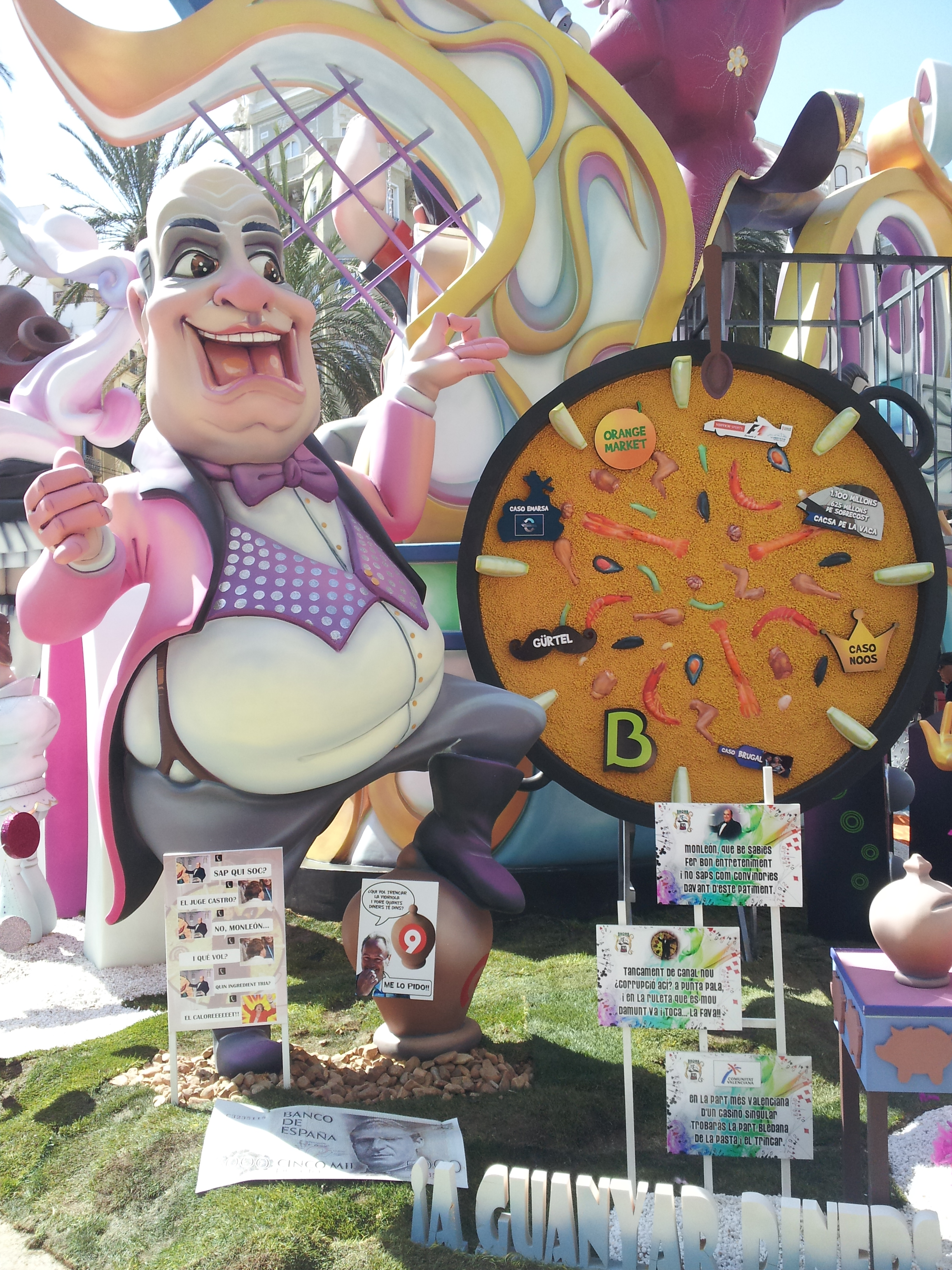
Ninot de Joan Monleón

Un ninot (del valenciano "muñeco") es cada una de las figuras de cartón piedra u otros materiales que componen una falla.
El ninot es confeccionado con materiales combustibles que generalmente ocupa la base de las Fallas de Valencia y Hogueras de San Juan en Alicante.
Con carácter crítico o burlesco, aparecen en las fallas o en las hogueras y arden en la noche del 19 de marzo y 24 de junio respectivamente. Los ninots que por elección popular o personal se salvan de las llamas de fuego reciben el nombre de «ninot indultado». Esta tradición comenzó durante la Segunda República y se consolidó en los años de la posguerra.

## Exposición del ninot
En Valencia, durante las semanas previas a las festividades de las fallas se realiza una exposición compuesta por ninots de todas las comisiones falleras de la ciudad en un recinto ubicado en el Museo Príncipe Felipe en la Ciudad de las Artes y las Ciencias. Dos ninots de dicha exposición, un representante de las fallas infantiles y otro por el resto, son seleccionados por los visitantes mediante voto para salvarse de las llamas, al igual que los ninots seleccionados por las falleras mayores en cada comisión la noche previa a la cremá: los ninots indultados. Los ninots indultados pasarán a formar parte del Museo Fallero de Valencia.
En algunas poblaciones de la provincia de Valencia como Alboraya, también han exhibido, a menor escala, sus propias exposiciones del ninot de las comisiones falleras.
En la ciudad de Alicante también se realiza una exposición del ninot. Tiene lugar en las semanas previas a las Hogueras de San Juan en la sala de exposiciones de la Lonja del Pescado, gestionada por la Concejalía de Cultura alicantina.